# Màquina de trinxar carn

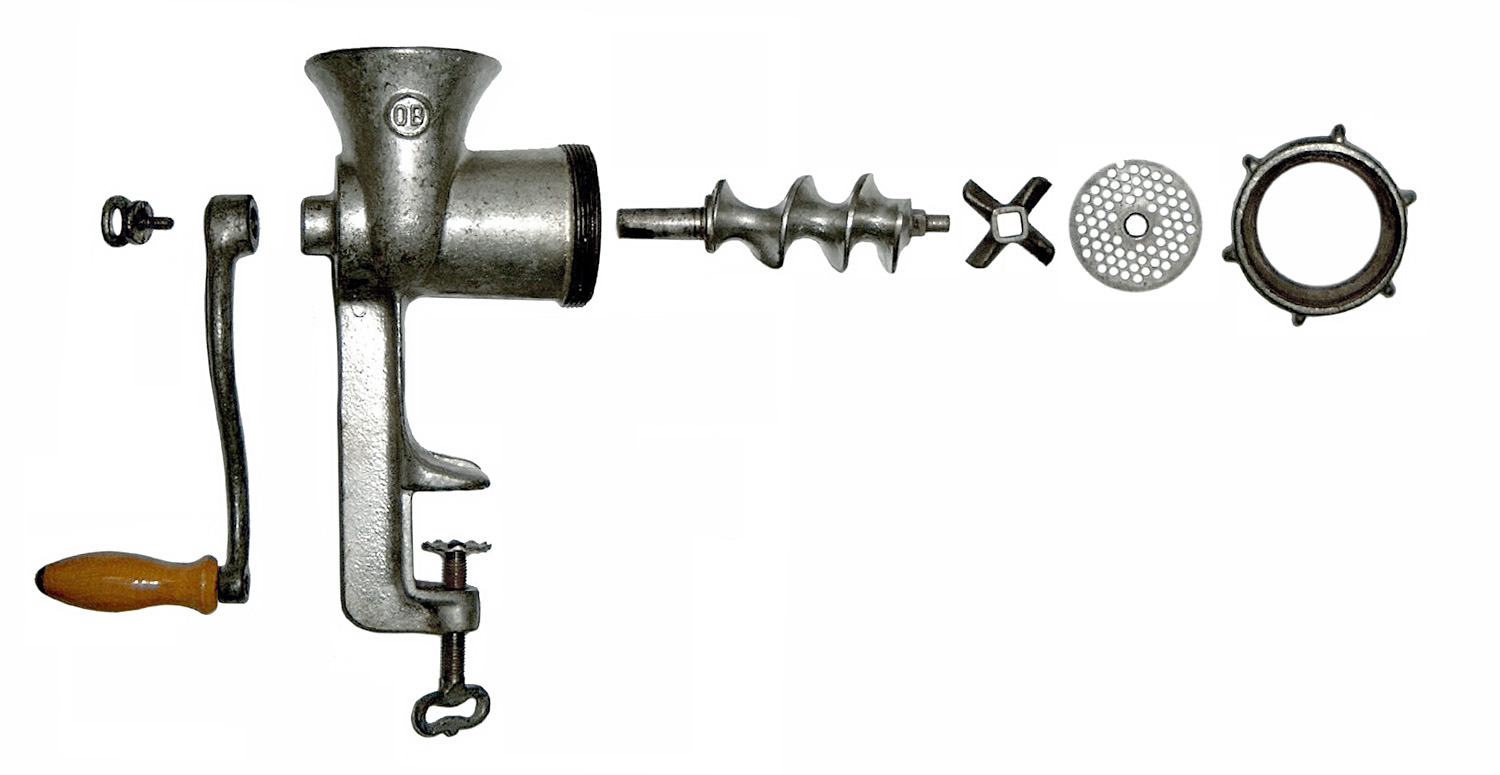
Especejament dels elements d'una màquina de picar carn manual.

La màquina de trinxar carn  o  màquina de capolar carn  és un estri de cuina encarregat de picar els músculs de la carn en petites parts. En part substitueix a la mitjalluna en la seva funció de picat. La invenció d'aquest aparell es deu a l'enginyer alemany Karl Drais que al segle xix va crear per primera vegada una màquina amb una funcionalitat similar. Es tracta d'una de les eines més característiques i que més sovint es poden veure a les carnisseries.

## Característiques
Les trinxadores de carn clàssiques funcionen mitjançant l'accionament d'una palanca giratòria que mou un eix en espiral sense fi que empeny els trossos de carn a una placa amb orificis per on surt la carn en petits trossos (funcionament similar al d'un colador). Se sol passar diverses vegades la carn per la  trinxadora per tal de graduar la finesa del producte final. S'empraven en les operacions de picat en la matança i estaven associades a un extrem amb les màquines d'embotir.

## Màquina de trinxar elèctrica
Avui en dia, la màquina de trinxar té un motor elèctric incorporat que li dona una força motriu constant (entre uns 0,5 i 3 HP).